# Orthodicranum scottianum
Orthodicranum scottianum là một loài Rêu trong họ Dicranaceae. Loài này được (Turner ex Scott, Robert) G. Roth mô tả khoa học đầu tiên năm 1932.